# Рогашка Слатина
Рогашка Слатина (словен. Rogaška Slatina) је град и управно средиште истоимене општине, која припада Савињској регији у Републици Словенији.

## Историја
Православна црква у Рогашкој Слатини подигнута је након Првог светског рата. Била је то заслуга протојереја Николе М. Трифуновића из Београда. Освећена је 1922. године на пригодној церемонији.

## Становништво
По попису становништва из 2011. године насеље Рогашка Слатина имало је 5.111 становника.

## Знаменитости
Град Рогашка Слатина међународно је позната по бањском лечилишту, најчувенијем у целој Словенији. Такође, месна производња кристал-стакла била је чувена широм бивше Југославије.